# Samuel Iperuszoon Wiselius

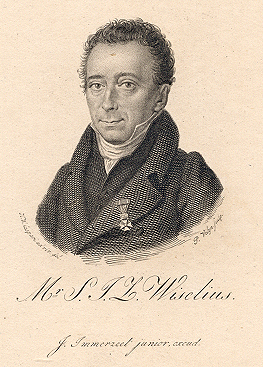
Samuel Iperuszoon Wiselius

Samuel Iperuszoon Wiselius, född 4 februari 1769 i Amsterdam, död 15 maj 1845 i Leiden, var en nederländsk dramatiker och politisk skriftställare.
Wiselius blev 1790 advokat, sedan köpman och var 1813–40 överpolischef i Amsterdam. Redan som gosse förvärvade han sig ovanlig beläsenhet i Hugo Grotius, Charles-Louis de Secondat Montesquieus och Jean-Jacques Rousseaus skrifter och lade som sjuttonårig grunden till sin först senare (1828) utgivna politiska upplysningsskrift Tafereel van de staatkundige verlichting der Nederlanderen. 
Wiselius var medlem av den revolutionära kommitté, som förberedde statsvälvningen 1795, och ställde sina krafter i den nya republikens tjänst. År 1798 blev han meddirektör för stadsteatern ("de schouwburg") i Amsterdam, och 1796–1804 var han medlem av kommittén för den ostindiska handeln. Sedan han efter republikens fall under det franska överväldet levt i tillbakadragenhet, återfördes han av 1813 års händelser till det politiska livet och medverkade trots sina republikanska sympatier till uppbyggandet av det självständiga kungariket Nederländerna. 
Wiselius utgav en avhandling om Ostindiska kompaniet (1814), en essä över olika regeringsformer (1831) samt författade sex originaldramer, samlade i Mengel en toneelpoëzij (1818–21), i vilka han, i opposition mot William Shakespeare, Friedrich Schiller och August von Kotzebue, ville "gå en egen väg mellan det grekiska och det franska sorgespelet", av vilka det äldsta, Polydorus (1812; tryckt 1813), är riktat mot Napoleon I:s tyranni, ett annat, Walwais en Adelheid (1812), har till ämne rivaliteten i kärlek mellan Gustav II Adolf och hans gunstling "Walwais", ett tredje, De dood van Karel, kroonprins van Spanje (1819), är ett försök att överträffa Schiller genom ett mera för scenen lämpat drama. Wiselius popularitet som dramatiker blev kortvarig.